# Bad Hersfelder Festspiele
Bad Hersfeld Festival – coroczny festyn odbywający się od połowy lipca do początku sierpnia w ruinach kościoła benedyktynów w Bad Hersfeld.
Podczas festiwalu odgrywane są cztery sztuki, a dokładniej trzy musicale i jedno przedstawienie dla dzieci. Następnie na dziedzińcu zamkowym odgrywana jest jeszcze jedna komediowa sztuka. Dla widzów przygotowane jest 1636 siedzących miejsc.